# The Legend of Zelda: Majora’s Mask
The Legend of Zelda: Majora’s Mask (engl. f. Die Legende von Zelda: Majoras Maske; jap. ゼルダの伝説 ムジュラの仮面, Zeruda no Densetsu: Mujura no Kamen, wörtlich: Die Legende von Zelda: Mujuras Maske) ist ein von Nintendo entwickeltes Action-Adventure-Videospiel für die Konsole Nintendo 64. Es wurde in Europa am 17. November 2000 als sechster Teil der Zelda-Reihe veröffentlicht und ist der zweite Titel in dieser Serie, der für das Nintendo 64 erschien. Der Titel fand weltweit 3,36 Millionen Käufer.
2003 erschien Majora’s Mask zusammen mit Ocarina of Time, The Adventure of Link und The Legend of Zelda in der limitierten Spielesammlung The Legend of Zelda: Collector’s Edition für die Nachfolge-Konsole Nintendo GameCube. 2009 wurde es als Virtual-Console-Spiel für die Konsole Wii veröffentlicht. Die Spielesammlung erhielt eine PEGI-Einstufung „7+“, die Wii-Veröffentlichung „12+“. Am 13. Februar 2015 erschien eine überarbeitete Neuauflage von Majora’s Mask für die tragbare Spielkonsole Nintendo 3DS. Seit dem 25. Februar 2022 ist eine Version für die Nintendo Switch via dem Online-Dienst Nintendo Switch Online verfügbar.
Protagonist ist der junge Link, der in einer dreitägigen Zeitschleife das Herabstürzen des Mondes auf eine Stadt verhindern und hierfür vier bewachte Tempel meistern sowie verschiedenen Figuren aus ihren individuellen Nöten helfen muss.

## Handlung
Die Intro-Sequenz des Spiels gibt die Geschehnisse des vorhergehenden Zelda-Titels Ocarina of Time wieder und knüpft mit seiner Handlung daran an.
Auf der Suche nach Navi, seiner Fee aus Ocarina of Time, reitet Link mit seinem Stutfohlen Epona tief in die Verlorenen Wälder. Dort wird er vom Horror Kid, einem kindlichen Dämon, der Link bereits aus den verlorenen Wäldern kennt, überfallen und seiner Okarina beraubt. Das Horror Kid trägt Majoras Maske, ein beseeltes, böswilliges Objekt, welches die Handlungen seines Trägers beeinflusst. Bei der Verfolgung des Diebs gerät Link in eine Welt namens Termina. Das Horror Kid verwandelt ihn in ein kleines Deku-Kind, ein humanoides Pflanzenwesen. Link findet sich kurze Zeit später innerhalb eines Uhrturms in Unruhstadt wieder, einer zentral in Termina gelegenen Ortschaft. Hier trifft er auf einen reisenden Maskenhändler, der sich als eigentlicher Besitzer von Majoras Maske zu erkennen gibt und Link anbietet, ihm im Tausch gegen seine gestohlene Maske in seine ursprüngliche Gestalt zu verhelfen. Der Maskenhändler gewährt für diese Aufgabe einen Zeitraum von drei Tagen.
Im weiteren Verlauf stellt sich heraus, dass das Horror Kid den Mond auf einen Kollisionskurs mit Unruhstadt beschwört und der Einschlag mit dem Ablaufen der vom Maskenhändler vorgegebenen Frist zusammenfällt.
In der letzten Nacht vor der Endzeit gelingt es Link, das Horror Kid zu konfrontieren und sich seine Okarina wieder anzueignen. Mit dem Instrument ist es ihm möglich, drei Tage durch die Zeit zum Zeitpunkt seines ersten Treffens mit dem Maskenhändler zurück zu reisen. Der Maskenhändler lehrt Link, wie er sich mit seiner Okarina aus seiner Deku-Gestalt befreien kann und erwartet, im Gegenzug Majoras Maske von Link zu erhalten. Als er feststellt, dass Link diese nicht bekommen hat, fleht er ihn an, die Maske zu beschaffen, um größeres Unheil abzuwenden.
In seiner menschlichen Form als Waffenträger ist es Link nun gestattet, die Stadt zu verlassen. Er erkundet das Land und sucht vier großangelegte Tempel auf, in denen es jeweils einen Wächter zu besiegen gilt, um einen von vier Giganten zu erwecken. Diese Giganten stellen die Schutzgötter von Termina dar. Um Zugang zu den Tempeln zu erhalten, muss sich Link mit den Problemen der an dem jeweiligen Tempel ansässigen Bewohner auseinandersetzen und deren Vertrauen gewinnen. Hierfür hat Link die Möglichkeit, seine Gestalt zu verändern, um sich bei den einzelnen Völkern als Angehöriger auszugeben.
Nachdem Link alle vier Giganten erweckt hat, tritt er dem Horror Kid erneut gegenüber. Mit einem Lied ruft er die vier Schutzgötter aus den vier Himmelsrichtungen herbei, die gemeinsam den Mond in seinem Fall auffangen und ihn über der Stadt in die Luft stemmen. Majoras Maske gibt sich als Individuum zu erkennen und löst sich vom Horror Kid, da sie der Schwäche des Horror Kid überdrüssig ist. Die Maske gelangt in das Innere des Mondes und erhöht dessen Gravitation, was die Kräfte der vier Giganten zu übersteigen droht. Link folgt Majoras Maske in den Mond und fordert sie zum Kampf. Nach Links Sieg löst sich der Mond in Luft auf. Der Maskenhändler nimmt die nun leblose Maske in Gewahrsam und Link verlässt Termina.

## Gameplay
Viele der spielmechanischen Aspekte und Funktionsweisen wurden vom ersten N64-Zelda-Spiel Ocarina of Time übernommen. Dies betrifft die Steuerung im Allgemeinen sowie Konzept und Handhabung der meisten Spielgegenstände („Items“).

### Steuerung

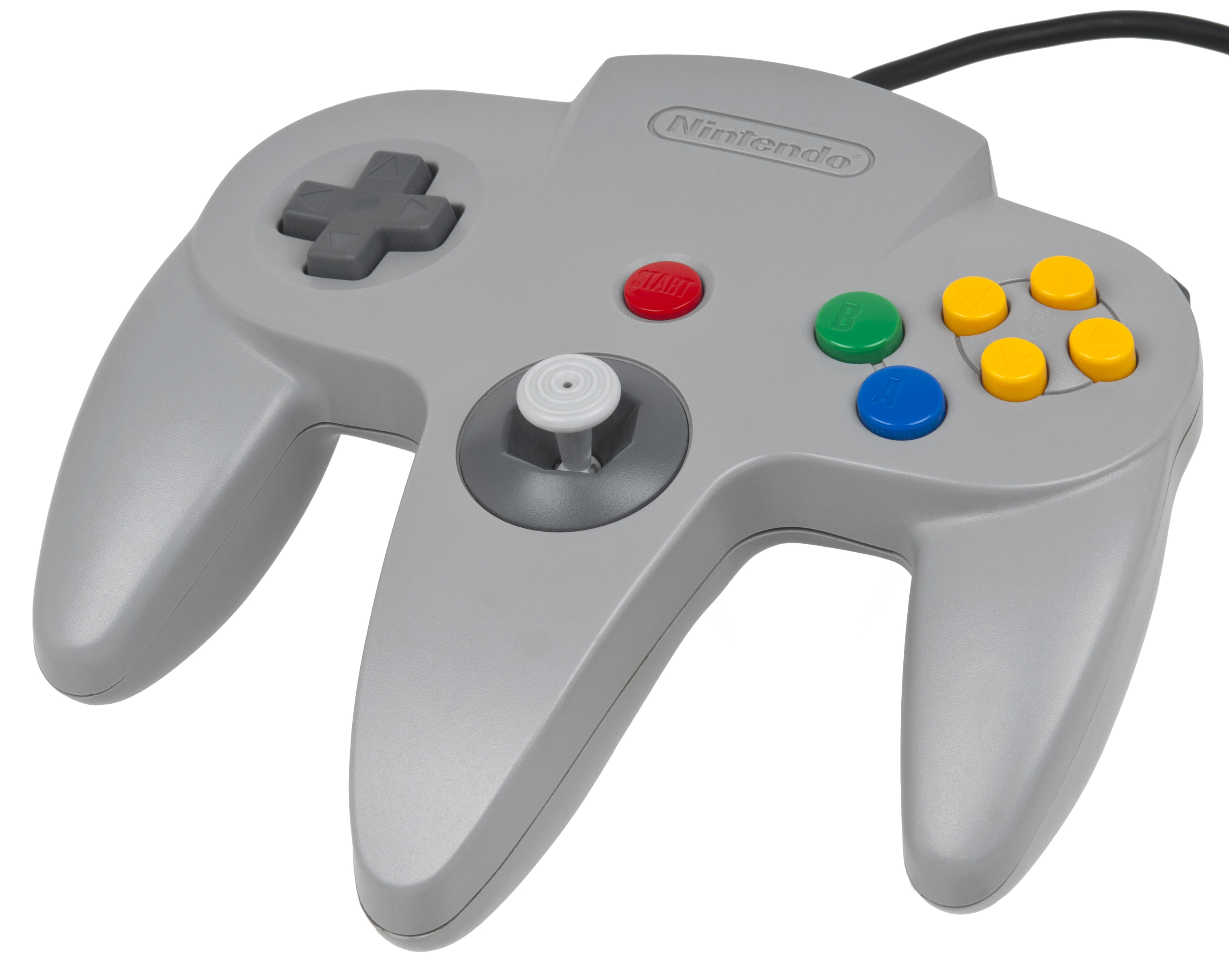
Controller, wie er für Majora’s Mask genutzt wird

Der Spieler betrachtet Link in der dritten Person und bedient das Spiel mit einem Gamepad. Die Spielfigur wird mit dem Analog-Stick unter freier Kameraführung im dreidimensionalen Raum gesteuert. Läuft Link über das Ende einer Plattform hinaus oder auf eine erhöhte Ebene zu, springt er automatisch. Vom Spieler sind drei Knöpfe frei belegbar, diesen können Waffen, Ausrüstungsgegenstände oder Masken zugewiesen werden. Der Angriff mit der Hauptwaffe, dem Schwert, und das Blocken mit dem Schild sind festgelegten Knöpfen zugewiesen. Ein multifunktionaler Knopf dient situationsabhängig zur Interaktion mit Nicht-Spieler-Charakteren (verkürzt NSC) oder spielrelevanten Objekten sowie für spezielle Bewegungsmanöver.
Ein selbstständiger Cursor in Form einer kleinen Fee markiert Gegner und andere Interaktionsobjekte im Sichtbereich der Spielfigur. Per Knopfdruck können die so markierten Objekte wie beispielsweise Gegner fokussiert werden. Mit dieser Funktion bleibt Link dem markierten Ziel stets zugewandt und die Kameraführung wird so eingestellt, dass sowohl Link als auch das Ziel immer gleichzeitig zu sehen sind. Ein weiterer Effekt ist, dass das Zielen mit Waffen automatisch abläuft. So können etwa Gegner, die durch manuelles Anvisieren nur schwer zu treffen wären, zielsicher mit Projektilen angegriffen werden.

### Die SpielweltTermina
In der Mitte der Spielwelt befindet sich Unruhstadt, wo das Spiel nach einer kurzen Einführungsphase ansetzt. Um die Stadt herum erstreckt sich ein Feld, über welches man vier thematisch unterschiedliche Gebiete erreicht: ein giftiger Sumpf, ein verschneites Gebirge, ein Strand am Ozean und das von Geistern und Untoten bewohnte Reich Ikana. In jedem dieser Gebiete befindet sich einer der Tempel, die Link aufsuchen muss. Außerhalb von bewohnten Siedlungen kann der Spieler auf feindselige Kreaturen treffen, die nach ihrem Tod verbrauchbare Items wie zum Beispiel Geld oder Munition hinterlassen. Auf der Oberwelt findet ein Tag-Nacht-Wechsel statt, wobei nachts andere Gegnertypen in höherer Anzahl unterwegs sind.
Die vier Labyrinthe, im Spiel Tempel genannt, sind in Aufbau und Atmosphäre einer Thematik unterworfen, die sich an der jeweiligen Umgebung orientiert. So steht zum Beispiel der Tempel am Ozean zu einem großen Teil unter Wasser und beherbergt Wasserleitungen, die Mühlräder speisen.
Ziel in jedem Labyrinth ist es, zum Endgegner des Tempels zu gelangen und diesen niederzustrecken. Ein Labyrinth setzt sich dabei aus voneinander abgegrenzten Räumen oder Arealen zusammen. Türen, die in einen noch unerforschten Raum führen, können mit einem Schloss versiegelt sein. Über den Labyrinthen verstreut findet man Truhen, deren Inhalte ein weiteres Erforschen des Komplexes ermöglichen oder erleichtern:
- Jeder Tempel beherbergt eine Karte, die das Labyrinth in seiner Gesamtheit abbildet; ohne Karte hat man lediglich Überblick auf bereits besuchte Räume.
- Ein Kompass zeigt alle ungeöffneten Truhen auf der Karte an, wie auch den Raum, in dem der Endgegner wartet.
- Kleine Schlüssel entfernen für eine beliebige, verschlossene Tür im Tempel das Siegel, verbrauchen sich jedoch dabei und sind nur im jeweiligen Tempel nutzbar.
- In jedem Tempel ist ein neuer Ausrüstungsgegenstand zu finden.
- Der Masterschlüssel entfernt das spezielle Siegel an der Tür zum Endgegner.

Truhen können bei Betreten eines Raums versteckt sein und erscheinen erst unter bestimmten Bedingungen, beispielsweise nach dem Töten aller Gegner im Raum, nach Betätigung eines Schalters oder nach Lösen eines Rätsels. Teilweise benötigt der Spieler dafür das im aktuellen Labyrinth auffindbare Item, so sind zum Beispiel manche Gegner nur mit einer bestimmten Waffe verwundbar. Somit sieht sich der Spieler eventuell gezwungen, stellenweise umzukehren und das Labyrinth an anderer Stelle zu erkunden, wenn ihm die passenden Utensilien oder kleine Schlüssel fehlen. Der Masterschlüssel und das spezielle Item werden jeweils von einem Zwischengegner bewacht und müssen erkämpft werden.

### Items
Im Laufe des Spiels sammelt Link Ausrüstungsgegenstände ein, die im Kampf gegen Widersacher, zur Lösung von Rätseln und zum Erreichen von unbesuchten Arealen verwendet werden. Diese Items sind meist an abgelegenen oder bewachten Orten zu finden. Solche Gegenstände sind zum Beispiel der Bogen, kleine Bomben oder auch leere Flaschen, in denen Flüssigkeiten oder kleine Lebewesen aufbewahrt werden können.
Die Okarina der Zeit ist ein aus dem vorhergehenden Zelda-Titel übernommenes Musikinstrument. Nach Ansetzen des Instruments werden fünf Tasten zum Spielen benutzt, wobei jede Taste eine Musiknote repräsentiert. Jedes gelernte Lied ist eine definierte Folge von Noten, nach deren Eingabe eine entsprechende Melodie ertönt. Die Lieder eröffnen unterschiedliche Funktionen, zum Beispiel lässt das Lied der Schwingen den Spielcharakter zu bestimmten Punkten auf der Landkarte reisen; das Lied der Befreiung wiederum bannt Geister und Magien in Masken, die daraufhin in das Inventar aufgenommen werden können.
Ein großer Schwerpunkt und auch ein beherrschendes Thema des Spiels sind Masken. Insgesamt kann man 24 Masken im Spiel finden und der Spielfigur aufsetzen. Die meisten Masken lassen die NSCs anders auf Link reagieren und besitzen eine spezielle, im Spiel einzigartige Funktion. Diese spezielle Funktion kann aus der Reaktion bestimmter NSCs auf die Maske resultieren oder eine neue Handlungsfähigkeit ermöglichen, wie zum Beispiel einen Tanz. Manche Masken beherbergen auch langfristig nützliche Fähigkeiten, so etwa die Hasenohren, die die Spielfigur schneller laufen lassen. Neben diesen Masken mit relativ kleinen Funktionserweiterungen gibt es drei primäre Verwandlungsmasken. Beim Aufsetzen verändern sie die Gestalt der Spielfigur. So kann sich Link in einen Deku, ein pflanzenartiges Wesen, in einen Goronen, einen steinernen Humanoiden, in einen Zora, einen amphibischen Meermenschen verwandeln und in die sogenannte grimmige Gottheit verwandeln – diese Maske kann jedoch nur bei Endgegnern eingesetzt werden und ist nicht unbedingt erforderlich um das Spiel zu schaffen. In jeder dieser Formen hat er individuelle, neue Angriffstechniken und Fortbewegungsmöglichkeiten. Ferner erhält der Spieler erweiterten Zugang zu Informationen und Arealen des jeweiligen Volkes, wenn er den verwandelten Protagonisten als Angehörigen derselben Art ausgibt. Es gibt zwei weitere Masken, die Link bei Gebrauch verwandeln, jedoch ist deren Benutzung auf den Kampf gegen Endgegner beschränkt.

### Zeitschleife
Hauptmerkmal des Spiels ist die dreitägige Zeitschleife, in der das Spiel durchlaufen wird.
Der Spieler beginnt eine Zeitschleife in Unruhstadt. Bis zum Aufprall des Mondes bleiben Link drei Tage; eine Stunde im Spiel dauert tatsächlich eine Minute, was einem ungefähren Zeitrahmen von 72 Minuten entspricht; während automatisch ablaufender Sequenzen und der Einblendung von Textdialogen verstreicht keine Zeit. Wenn der Spieler zum ersten Mal die Nacht des letzten Tages erreicht, muss Link dem Horror Kid gegenübertreten, um seine gestohlene Okarina wiederzubekommen. Ist dies gelungen, wird der Spieler in einer kurzen Sequenz in die Hymne der Zeit eingeführt.
Durch das Spielen der Hymne der Zeit springt Link zu dem Zeitpunkt zurück, an dem die Zeitschleife initial in Unruhstadt begonnen hat. Er verliert dabei alle verbrauchbaren Gegenstände wie Pfeile und Bomben, Geld und Schlüssel für Labyrinthe sowie spezielle Gegenstände, die man in Tauschgeschäften oder nur unter bestimmten Bedingungen erhalten kann. Aus Tempeln behält er neben dem speziellen Ausrüstungsgegenstand die Karte, den Kompass und die Trophäe vom Endgegner.
Gleichzeitig stellt diese Art der Zeitreise die einzige Möglichkeit dar, den Spielstand dauerhaft zu speichern. An einzelnen, vorgegebenen Punkten auf der Oberwelt kann das Spiel ohne Fortschrittverlust zum Titelbildschirm verlassen werden. Diese Sicherung ist jedoch keine dauerhafte Speicherung und verfällt, wenn man das Spiel wiederaufnimmt.
Somit steht der Spieler unter Zeitdruck, wenn er sich langwierigen Aufgaben widmen will, zeitlich festgelegte Ereignisse beeinflussen möchte oder einen der großangelegten Tempel erforscht. Es ist dem Spieler jedoch möglich, mittels der sogenannten „Ballade des Kronos“, die Hymne der Zeit rückwärts gespielt, die Zeit zu verlangsamen, was dem Spieler also mehr Zeit verschafft. Läuft die vom Spiel vorgegebene Frist ab, wird eine Sequenz gezeigt, in der der Mond in die Stadt einschlägt und Link von einer brennenden Stoßwelle erfasst wird. Dabei geht der gesamte Spielfortschritt verloren, der in der betreffenden Schleifeninstanz erreicht wurde.

### Optionale Inhalte
Bezeichnend für dieses Spiel der Zelda-Reihe ist die auffallend hohe Anzahl von kleineren Aufgaben (Nebenaufgaben), die der Spieler neben seiner Hauptaufgabe, die mit der Bewältigung von „nur“ vier Tempeln relativ knapp gehalten ist, erfüllen kann. Auf diese Weisen kommt Link auch in den Besitz der meisten Masken, da nur ein Bruchteil von ihnen zum Beenden des Spiels notwendig ist. Auch kann man sich an diversen Minispielen versuchen oder die Oberwelt auskundschaften. Dies wird durch Items oder erhöhtes Tragevolumen von verbrauchbaren Gegenständen belohnt.
Viele der Nebenaufgaben betreffen Charaktere, die im Verlauf der drei Tage einem eigenen Zeitplan folgen und zu bestimmten Zeiten an verschiedenen Orten anzutreffen sind. Diese Umstände können sich durch das Einmischen des Spielers ändern. Im Notizbuch der Bomber werden solche Charaktere festgehalten, zusammen mit betreffenden Aufgaben, den eventuell bereits erhaltenen Belohnungen, und relevanten Uhrzeiten, zu denen Link mit ihnen interagieren kann, um Zeitplan und Handlungsabfolgen dieser Charaktere zu beeinflussen. Dieses Notizbuch kann im Pausemenü eingesehen werden. Die aktuelle Uhrzeit wird im laufenden Spiel stets am unteren Bildschirmrand angezeigt.
In jedem der vier Tempel sind 15 kleine, sogenannte verirrte Feen aufzufinden. Sammelt man diese alle ein und bringt sie zu der entsprechenden Feenquelle in der Nähe des Tempels, werden Links kämpferische Attribute aufgewertet, zum Beispiel wird der durch Angriffe erhaltene Schaden verringert. Ferner ist es dem Spieler möglich, Links Herzleiste, die seine Lebensenergie darstellt, durch das Aufsammeln von Herzteilen und Herzcontainern zu erweitern.

## Technik
Majora’s Mask ist ein Spiel in 3D-Computergrafik und der zweite Titel in der Zelda-Reihe, der diese Art der Darstellung nutzt.
Die Grafik-Engine wurde vom Vorgänger Ocarina of Time übernommen und modifiziert. Im direkten Vergleich weisen die Charaktermodelle mehr Animationen und Polygone auf, auch können sie in einer höheren Anzahl gleichzeitig auf dem Bildschirm ausgegeben werden. Gegenstände wurden jedoch teilweise unverändert übernommen, ohne dass die Beschriftung angepasst wurde. So steht zum Beispiel am Eingang der Romani Ranch ein Schild, das in Ocarina of Time aus dem Dorf 'Kakariko' bekannt ist, denn dort ist immer noch übersetzt „Willkommen in Kakariko“ zu lesen. In atmosphärischen Zwischensequenzen kommt Bewegungsunschärfe zum Einsatz.
Verantwortlich für die Musik im Spiel zeichnen Kōji Kondō und Toru Minegishi. Das aus früheren Zelda-Spielen bekannte Oberweltthema wurde überarbeitet wiedereingeführt und ist auf dem Feld um Unruhstadt zu hören. Die vier Gebiete mit den vier Tempeln werden von langsamen Liedern unterlegt, wobei die Melodie in allen vier Gebieten dieselbe ist und sich lediglich die instrumentelle Begleitung ändert, die vom entsprechenden Thema des jeweiligen Gebietes abhängig ist (düstere Atmosphäre in den Sümpfen, kalte Atmosphäre in den Bergen, Hafen-Atmosphäre in den Flüssen und unheimliche Atmosphäre im Canyon); wird der Wächter eines Tempels besiegt, hört man im anliegenden Gebiet stattdessen vorgenanntes Hauptthema. In der zentralen Stadt ist an jedem der drei Tage ein Lied in unterschiedlichen Variationen zu hören, welche den größer werdenden Mond begleiten. In den Nächten wird auf der Oberwelt keine Hintergrundmusik eingespielt. Nähert sich Link einer feindseligen Kreatur, wird eine spezielle, den Kampf begleitende Melodie eingeblendet. Stilistisch erinnert die Musik teilweise an das Klangbild der Musik Chinesischer Opern. 2000 erschien neben der Veröffentlichung des originalen Soundtracks ein Musikalbum namens The Legend of Zelda: Majora’s Mask Orchestrations, welches sich aus Arrangements zusammensetzt. Dabei erhielten die ursprünglich für eine Endlosschleife vorgesehenen Lieder ein definiertes Ende, teilweise wurden auch zusätzliche Abschnitte komponiert. Der Titel beinhaltet keine Sprachausgabe, lediglich Kampfgeschrei des Protagonisten und Ausrufe einzelner NSCs.
Das Spiel befindet sich auf einem 32 MB großen Modul. Zur Sicherung des Fortschritts stehen zwei Spielstandeinträge zur Verfügung; der Spielstand wird direkt im Modul auf einem EEPROM-Speicherbaustein gesichert. Ein leerer Spielstandeintrag wird zu Beginn mit dem Namen versehen, mit dem der Protagonist im Spiel angesprochen werden soll. Zum Betreiben des Spiels ist ein Expansion Pak in der Konsole notwendig. Das optionale Rumble Pak wird für Force Feedback unterstützt.

## Entwicklung
Nach der Fertigstellung von Ocarina of Time 1998 sollte als nächstes Zelda-Projekt eine modifizierte, schwierigere Version des Spiels für das 64DD entwickelt werden. Der Projekttitel lautete Ura Zelda (裏ゼルダ) und lässt sich als Alternatives/Anderes Zelda übersetzen. Eiji Aonuma, ein bei Ocarina of Time für das Design von Labyrinthen und den darin vorkommenden Gegnern verantwortlicher Direktor, bat den Zelda-Schöpfer Shigeru Miyamoto, stattdessen an einem völlig neuen Zelda arbeiten zu dürfen. Miyamoto übertrug die Verantwortung für diesen Titel, der vorläufig Zeruda no Densetsu: Gaiden (ゼルダの伝説 外伝) genannt wurde, auf Aonuma (Gaiden bedeutet hier so viel wie nebenläufige Erzählung). Eiji Aonuma löste damit Shigeru Miyamoto als den leitenden Designer hinter der Zelda-Reihe ab. Miyamoto war in seiner Rolle als Supervisor an der Planungsphase beteiligt und brachte sich in den finalen Schritten der Entwicklung wieder ein. Aonuma musste Miyamotu versprechen, den Titel innerhalb eines Jahres herauszubringen. In der Planungsphase wurden die grundlegenden Konzepte festgelegt, dieselben drei Tage immer wieder zu durchleben und die Abläufe darin zu erforschen, sowie, den Protagonisten in andere Spielfiguren zu verwandeln.
Die eigentliche Entwicklung begann im August des Jahres 1999. Das Entwicklerteam von Ocarina of Time wurde dabei beinahe unverändert für diesen Titel übernommen. Miyamoto wies an, die Entwicklung schnell abzuschließen und die für den Vorgänger langwierig entwickelte Engine effektiv zu nutzen. Der Zeitdruck, dem sich das Entwicklerteam dabei unterworfen sah, fand seinen Weg ins eigentliche Spiel, in der Form von unentwegt arbeitenden Handwerkern, die im Zweifel liegen, ob ihr Bauvorhaben rechtzeitig fertiggestellt werden kann.
Der japanischen Version fehlen einige Details, die den anderen Sprachausführungen nachträglich hinzugefügt wurden. So gibt es in dem ursprünglichen Spiel keine Möglichkeit, das Spiel temporär zu sichern und innerhalb einer Zeitschleife zu unterbrechen. Dafür gab es jedoch drei anstelle von nur zwei Spielständen zum Belegen.

## Rezeption
Aus 33 aggregierten Wertungen erzielt The Legend of Zelda: Majora's Mask auf GameRankings einen Score von 92 %; Metacritic aggregierte 27 Wertungen zu einem Score von 95.
Das Spiel wurde generell positiv bewertet. Positiv hervorgehoben wurden dabei der fordernde Schwierigkeitsgrad, die Atmosphäre im Spiel, die große Zahl an Nebenaufgaben sowie das Konzept der verschiedenen Masken und deren Verwandlungskräfte. Das US-Netzwerk IGN lobte den Umfang des Spiels sowie das Gameplay, das sich stark an den Ursprüngen der Serie orientiere und so Zelda-Feeling aufkommen lasse.

“Majora’s Mask will challenge you. No matter how many times you've played previous games in the series, the combination of difficult puzzles, more enemies, and a time limit will test even the best players out there. (Majoras Mask wird dich herausfordern. Egal wie viele vorherige Teile der Serie du gespielt hast, die Kombination aus schwierigen Rätseln, mehr Feinden und dem Zeitlimit werden selbst die besten Spieler auf die Probe stellen.)”

Majora’s Mask wurde atmosphärisch finsterer als seine Vorgänger wahrgenommen. So vergleicht Matt Casamassina (IGN) das Spiel bei einer Benotung von 9,9/10 mit dem zweiten Star-Wars-Film:

“Legend of Zelda: Majora’s Mask is, as far as I am concerned, The Empire Strikes Back of Nintendo 64. It’s the same franchise, but it’s more intelligent, darker, and tells a much better storyline. (Legend of Zelda: Majoras Mask ist, was es mich angeht, das "Das Imperium schlägt zurück" des Nintendo 64. Es ist die gleiche Franchise aber es ist intelligenter, düsterer und erzählt eine viel bessere Geschichte.)”

Laut Dale Weir (GameCritics.com) erzeugt die zeitliche Begrenzung im Spiel ein anhaltendes Gefühl der Spannung:

“What ultimately sets Majora’s Mask apart from its predecessor is the deliberately heightened sense of tension that permeates the game. This tension is accomplished by the new time limit that Nintendo now imposes on players.”

Bemängelt wurden der gelegentliche Einbruch der Framerate, die Qualität einzelner Texturen und die zu synthetisch klingenden MIDI-Musiken. Auch könne das ungewöhnliche Speichersystem zusammen mit der zeitlichen Begrenzung Spieler abschrecken.

“some of the textures are low resolution, but Nintendo has done a fantastic job of making the most out of the limited power of the N64. […] Admittedly the sound is very N64-ish; meaning there’s a lot of MIDI that sounds like very synthesized. […] I only have a few small complaints about Majora’s Mask and that is the occasional framerate drop”

Craig Majaski sieht die Ursache für vorkommende Mängel im Wechsel in der Designleitung:

“At the beginning of the game I think the time travel feature will initially put off many people. It’s highly original of Nintendo to make you continuously start over in a game, but it’s also unorthodox. […] Instead of being able to save game progress at will, it can now only be done at prearranged save points in the game. […] If there is a flaw in this game, this is it. […] the game’s new features have not been perfected and the frantic pace can feel unbalanced—no doubt a factor due to Miyamoto’s lack of involvement. Despite these problems, Majora’s Mask is a wonderful place to visit.”

Als Maßstab für die Bewertung wurde auch der Vorgängertitel Ocarina of Time herangezogen. So gehen bei Fran Mirabella III bereits bekannte Elemente nicht in die Bewertung ein. Positive Veränderungen seien die Erwachsenen zugänglichere Handlung und das Wegfallen von überflüssigen Hinweisen:

“This title would have received a perfect score had it not been for the fact that Zelda: The Ocarina of Time already introduced so much to the 3D world of software. Majora’s Mask is that good, and better on some levels. It has a storyline that adults can finally get into, and there aren't tutorials around every corner insulting your intelligence.”

Andere Kritiker sehen den letztgenannten Aspekt dagegen als Negativpunkt. So vermisst Fritz Schober (gamigo) „ein wenig den roten Faden und eine leitende Hand. Da man die ganzen Aufträge voneinander unabhängig erledigen kann und sich die Hauptstory zunächst auf einen Auftrag, nämlich das zurückbringen der Majora Maske, beschränkt, hat man nach jeder erledigten Subquest oft das Gefühl "und nun? Was soll ich jetzt machen?". Hier wäre vielleicht eine etwas klarere Storyführung besser gewesen.“
Jeff Gerstmann schrieb für GameSpot, dass die Unterschiede zum Vorgänger geteilte Resonanz hervorrufen würden, und bewertete das Spiel mit 8,3 von 10 Punkten:

“Between the game’s time-sensitive nature and the its heavy reliance on side quests and minigames, it’s tough to really get involved in the game’s storyline. […] Majora’s Mask is a great game, but it isn't for everybody. Even though it uses the same engine that drove Ocarina of Time, and the gameplay is the same on the surface, the adventure is extremely different. Some will appreciate the game’s differences, while others will find the game’s focus on minigames and side quests tedious and slightly out of place.”

## The Legend of Zelda: Majora’s Mask 3D
Die Version für den Nintendo 3DS wurde im November 2014 angekündigt; sie ist am 13. Februar 2015 parallel zur neuen Handheld-Iteration New Nintendo 3DS erschienen. Diese 3DS-Portierung war für einen längeren Zeitraum die meistgewünschte. Zusätzlich zur Standard-Fassung erschien in Europa eine Steelbook-Edition mit Extrainhalten, sowie ein New-3DS-Paket zusammen mit einer thematisch nach dem Spiel gestalteten Handheld-Konsole.
Die Entwicklung des Spiels begann nach Fertigstellung von The Legend of Zelda: Ocarina of Time 3D.
In der ersten Verkaufswoche in Japan wurden von The Legend of Zelda: Majora’s Mask 3D insgesamt 230.065 Exemplare verkauft. Das 3D-Remake übertraf damit den Launch von The Legend of Zelda: A Link Between Worlds, das in seiner ersten Verkaufswoche auf 224.143 verkaufte Einheiten kam. In Deutschland wurden bis zum Ende des März 2015 über 100.000 Einheiten verkauft.
Am 27. Februar 2015 erschien ein Patch, der einen kritischen Fehler in einem Minispiel behebt, der darin besteht, dass man sein Schwert verlieren kann. Außerdem wurde die Performance verbessert.
In der Woche des 5. Februar 2019 wurde das Spiel in die Nintendo Selects-Reihe im Bereich der USA aufgenommen.

## Manga
The Legend of Zelda: Majora’s Mask (jap.: ゼルダの伝説 ムジュラの仮面 Zeruda/Zelda no Densetsu: Mujura no Kamen, wörtlich: Die Legende von Zelda: Mujuras Maske) ist ein Einzelband, der das Spiel The Legend of Zelda: Majora’s Mask adaptiert. In Japan erschien der Titel von Akira Himekawa im Jahr 2001 in Taschenbuchform bei Shōgakukan. In den USA erschien der Manga am 3. Februar 2009 unter dem Titel The Legend of Zelda, Vol. 3: Majora’s Mask bei VIZ Media. Im Dezember 2009 veröffentlichte Tokyopop den Manga in Deutschland.
Einige Geschehnisse weichen im Manga von der Spielvorlage ab. So verwandelt sich Link nach seinem Zeitsprung direkt vom Deku-Link in seine wirkliche Form zurück. Auch trifft er kein Abkommen mit dem Maskenhändler. Zudem nimmt dieser Majoras Maske am Ende nicht an sich. Link zerstört die Maske und verjagt den Händler. Die vier Giganten eilen nicht, wie im Spiel, auf das Okarina-Spiel Links hin herbei, um den auf Unruhstadt herabstürzenden Mond aufzufangen. Sie kommen von sich aus und retten die Stadt.
Der Band enthält eine 19-seitige Bonusgeschichte namens The Legend of Zelda – Majora’s Mask – Exklusive Bonusgeschichte. Diese schließt an das Nachwort von Akira Himekawa an und thematisiert den Ursprung der titelgebenden Maske. Erzählt wird die Geschichte einer Kreatur, die das einzige Lebewesen in einer Welt ist. Eines Tages gelangt ein weiteres Wesen – ein Krieger – in das Reich. Das Wesen, das alle Bewohner der Welt verschlungen hat, droht dem Krieger, auch ihn zu fressen. Doch dieser überlistet es im Zuge eines Gesprächs und bringt es dazu, so lange zu tanzen, bis es tot umfällt. Mit dem Tod der Kreatur zerfällt auch die Welt um sie herum, da diese nur durch sie existierte. Übrig bleibt nur der Panzer des Wesens. Der Krieger nimmt sich des Panzers an und fertigt daraus Majoras Maske, in die er die Macht der Kreatur einarbeitet.